# Kema (tributario del Lago Bianco)
La Kema (in russo Кема? è un fiume della Russia europea centrale (oblast' di Vologda), tributario del lago Bianco. Appartiene al bacino del Volga.
La sorgente del fiume è sulle alture della Andoma dove scorre dal lago Kemskoe, nel territorio del Vytegorskij rajon. La lunghezza del fiume è di 150 km, l'area del bacino è di 4 480 km². La portata d'acqua media è di 44,8 m³/s. Ci sono molti villaggi lungo il suo corso soprattutto nel basso corso. Sfocia in una baia sulla costa nord-ovest del lago Bianco, a est della foce del Kovža. Il suo maggior affluente (da sinistra) è l'Indomanka, lungo 99 km.